# Johannes Maccovius

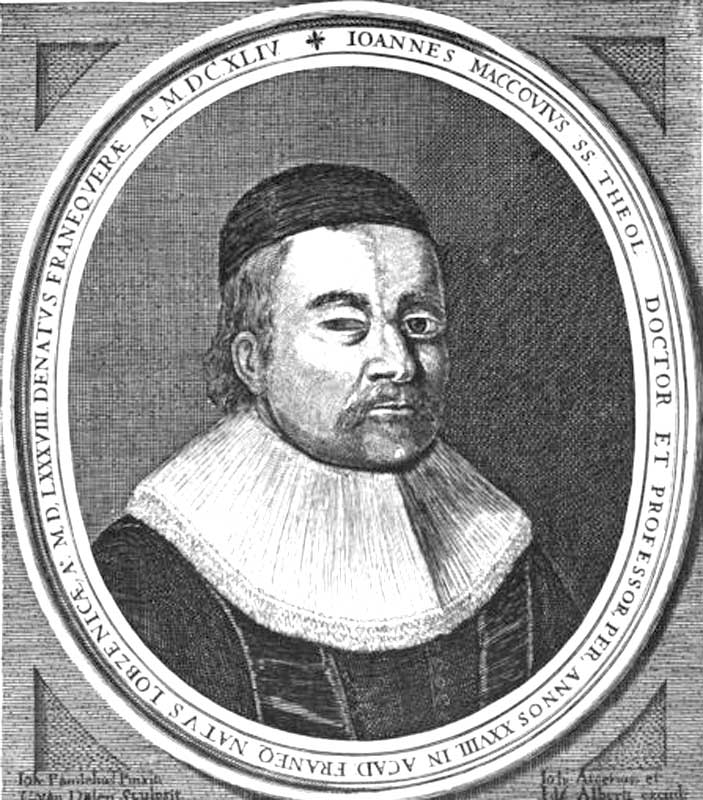
Johannes Maccovius (1588-1644).

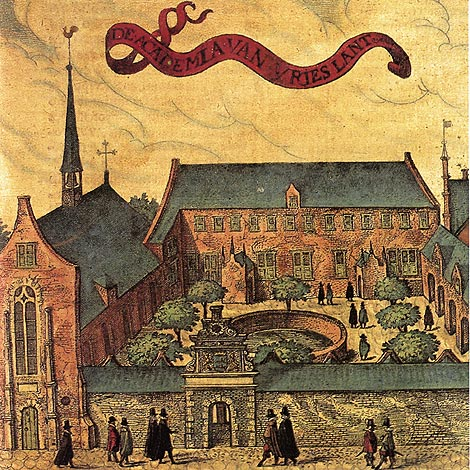
Universitetet i Franeker, Franekers akademi i nederländska Friesland, 1622. Teckning av Pieter Feddes van Harlingen.

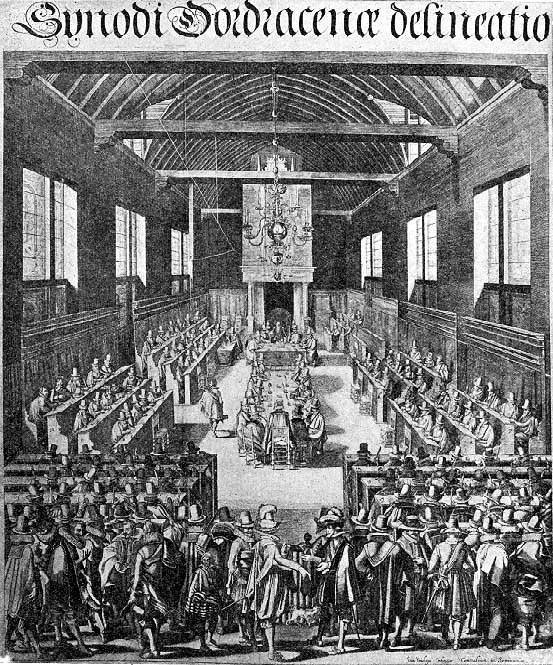
Synoden i Dordrecht 1618-1619. Kopparstick från 1600-talet.

Johannes Maccovius, född 1588 i Łobżenica, Polen, död 24 juni 1644, även känd som Jan Makowski, var en polsk reformert teolog. Han kom från Polen till Franeker i Nederländerna 1613 som handledare till vissa unga polska adelsmän som var studenter vid universitetet i Franeker.

## Biografi
Makowski föddes i Łobżenica i västra Polen. Han var son till Samuel Makowski och Margaretha Seklewska. Efter att ha besökt olika universitet i Danzig 1607, Marburg 1610 och Heidelberg 1611 var han handledare för unga polska adelsmän. Därefter höll han disputationer med jesuiter och Socinierna. År 1613 började Maccovius att studera vid universitetet i Franeker i Nederländerna. Maccovius blev 1614 privatdocent. År 1615 utnämndes Maccovius till professor i teologi vid universitetet i Franeker. Ryktet om Maccovius lockade under senare år många studenter till Franeker, där han tillbringade resten av sitt liv.
Maccovius var ultra-ortodox anhängare av Jean Calvin, som ständigt kom i konflikt med andra kalvinistiska teologer, och som på den omdanade synod som hölls i Dordrecht åren 1618-1619 tog en stel hållning mot alla typer av religiös tolerans. Maccovius attackerade mennoniterna i några skrifter, särskilt i "Proton Pseudos Anabaptistarum", en bittert fördomsfull bok, enligt Global Anabaptist Mennonite Encyclopedia Online. På grund av sina fascinerande föredrag lockade han många studenter från Tyskland och Östeuropa, till exempel Johannes Coccejus. En teologisk tvist med Sibrandus Lubbertus avgjordes vid synoden i Dordrecht. Synoden i Dordrecht var ett kyrkomöte inom den Nederländska reformerta kyrkan, som avhölls i staden Dordrecht den 13 november 1618 till den 9 maj 1619.

## Äktenskap
Maccovius var gift tre gånger, hans första fru var Antje van Uylenburgh (död 9 november 1633), som var syster till målaren Rembrandts hustru Saskia van Uylenburgh. Han gifte sig den 27 september 1627 med Antje van Uylenburgh, dotter till Rombertus Uylenburgh (död 3 juni 1624), som var borgmästare i Leeuwarden, huvudstad i provinsen Friesland i Nederländerna, och hans hustru Sjoukje Ozinga (död 17 juni 1619). Han var på så vis svåger till Saskia van Uylenburgh, som vid tiden då hon och Rembrandt van Rijn gifte sig i juni 1634, hjälpte honom efter Antjes död. Efter systern Antjes begravning hjälpte Saskia van Uylenburgh sin svåger att organisera hushållet och hon bodde då tillfälligt en tid i Franeker, eftersom professorn var upptagen med undervisningen i teologi vid universitetet i Franeker. I sitt andra äktenskap gifte han sig med en dotter till Raphael Clingbijl, medicinprofessor vid universitetet i Franeker, och i sitt tredje äktenskap gifte han sig med Froukje a Bonnama, dotter till Frederik a Bonnama, ledamot av provinsfullmäktige i Friesland.